# Fore (Irlandia)
Fore (irl. Baile Fhobhair) – wieś w hrabstwie Westmeath w prowincji Leinster w Irlandii, położone na północ od Lough Lene. We wsi znajdowało się opactwo benedyktyńskie Fore Abbey. W 2011 roku liczba mieszkańców wynosiła 808 osób.